# Sekwana w Asnières
Sekwana w Asnières (fr. La Yole) – obraz olejny, o wymiarach 71 × 92 cm, autorstwa francuskiego malarza impresjonisty Auguste’a Renoira, namalowany około roku 1875.
Dzieło zalicza się do grupy obrazów sprzed ewolucji stylu, kiedy odznaczał się on jeszcze szczególną beztroską i swobodą pędzla oraz świetnością koloru. Do namalowania dzieła artysta użył zaledwie ośmiu kolorów (łącznie z bielą). Farba była często wyciskana prosto na płótno. Prześwietlenie obrazu promieniami rentgenowskimi wykazało poprawki, dokonywane przez Renoira w trakcie malowania. Nie ma pewności czy dzieło faktycznie przedstawia Asnières. Według niektórych opinii są to okolice Chatou, gdzie Renoir szczególnie często malował w końcu lat siedemdziesiątych.